# NGC 4565
NGC 4565 ist eine helle Spiralgalaxie im Sternbild Haar der Berenike am Nordhimmel. Weil von der Erde aus nur die schmale Seite der scheibenförmigen Galaxie zu sehen ist, wird sie in Anlehnung an diese dünne langgezogene Erscheinung auch als Nadelgalaxie bezeichnet. Ihre Entfernung beträgt circa 57 Millionen Lichtjahre und ihre Größe über 100.000 Lichtjahre. Die Galaxie ist eine der hellsten in der Coma I Galaxy Cloud, einer Ansammlung von Galaxien vor dem Coma-Galaxienhaufen. Möglicherweise bildet NGC 4565 darin sogar eine eigene Galaxiengruppe. In unmittelbarer Nähe von NGC 4565 befindet sich die Galaxie IC 3571.
Der Astronom Wilhelm Herschel entdeckte das Objekt im Jahr 1785 im Rahmen einer von ihm durchgeführten Himmelsdurchmusterung mit dem damals leistungsstärksten Teleskop. NGC 4565 gilt seitdem vielen Beobachtern als eines der schönsten astronomischen Objekte des Nachthimmels.

## Entdeckung und Erforschung

### Entdeckung und Typisierung
Nachdem Wilhelm Herschel die nebelartige Erscheinung im Jahr 1785 mit seinem 18,7 Zoll durchmessenden Spiegelteleskop entdeckte, merkte er in seinem Katalog astronomischer Objekte die besonders hohe Helligkeit, ihre Größe und Schönheit an. Sein Sohn John Herschel publizierte im Jahr 1833 eine Zeichnung. Weitere Zeichnungen und detailliertere Beschreibungen des Erscheinungsbildes publizierten William Parsons, 3. Earl of Rosse mit Beobachtungen durch sein enormes 6-Fuß Spiegelteleskop, William Lassell anhand von Beobachtungen mit seinem 4-Fuß Teleskop und Rudolf Spitaler mit Beobachtungen durch das große Linsenteleskop der Wiener Universitätssternwarte kurz nach dessen Fertigstellung im Jahr 1883.
Erste Aufnahmen gelangen Isaac Roberts, einem Pionier der Astrofotografie, Ende des 19. Jahrhunderts. Roberts erkannte, dass er

“almost certainly, a spiral [nebula] viewed edgewise”

„fast sicher einen Spiral[nebel], gesehen von dessen schmaler Seite,“

 festgehalten hatte. Schärfere Abbildungen fertigte George Willis Ritchey im Jahr 1910 mithilfe des kurz zuvor auf dem Mount Wilson errichteten, damals weltgrößten Spiegelteleskops an, die jegliche Zweifel an der Erkenntnis ausräumten.
Vesto Slipher beobachtete einige Jahre später, dass die Spektren dieser Nebel teilweise stark ins Rötliche verschoben sind, wie es einer Doppler-Frequenzverschiebung des Lichtes entspricht, wenn sie sich mit einer hohen Geschwindigkeit (1.000 km/s für NGC 4565) entfernen. In Folge vermuteten einige Astronomen in diesen und ähnlichen Spiralnebeln eigene Galaxien in großem Abstand zur Milchstraße. Knut Lundmark, auf der Suche nach einer Gesetzmäßigkeit zwischen Rotverschiebung, Fluchtgeschwindigkeit und Entfernung als Indiz für eine generelle Expansion des Universums, schätzte dabei anhand von Größe und Helligkeit  NGC 4565 40-fach entfernter als den Andromedanebel. Als Edwin Hubble nachweisen konnte, dass Spiralnebel tatsächlich entfernte Galaxien sind, charakterisierte er NGC 4565 im Jahr 1926 in dem von ihm entworfenen Ordnungsschema als Spiralgalaxie des Typs „Sb“, beschrieb kurz darauf eine Proportionalität zwischen Rotverschiebung und Entfernung und errechnete damit die Entfernung von NGC 4565 auf 2,35 Millionen Parsec.
Meyers Lexikon aus dem Jahr 1928 zeigt eine Fotografie als Beispiel eines extragalaktischen „Spindelnebel“ – eine zu dieser Zeit übliche, aus dem Erscheinungsbild abgeleitete Kategorie.

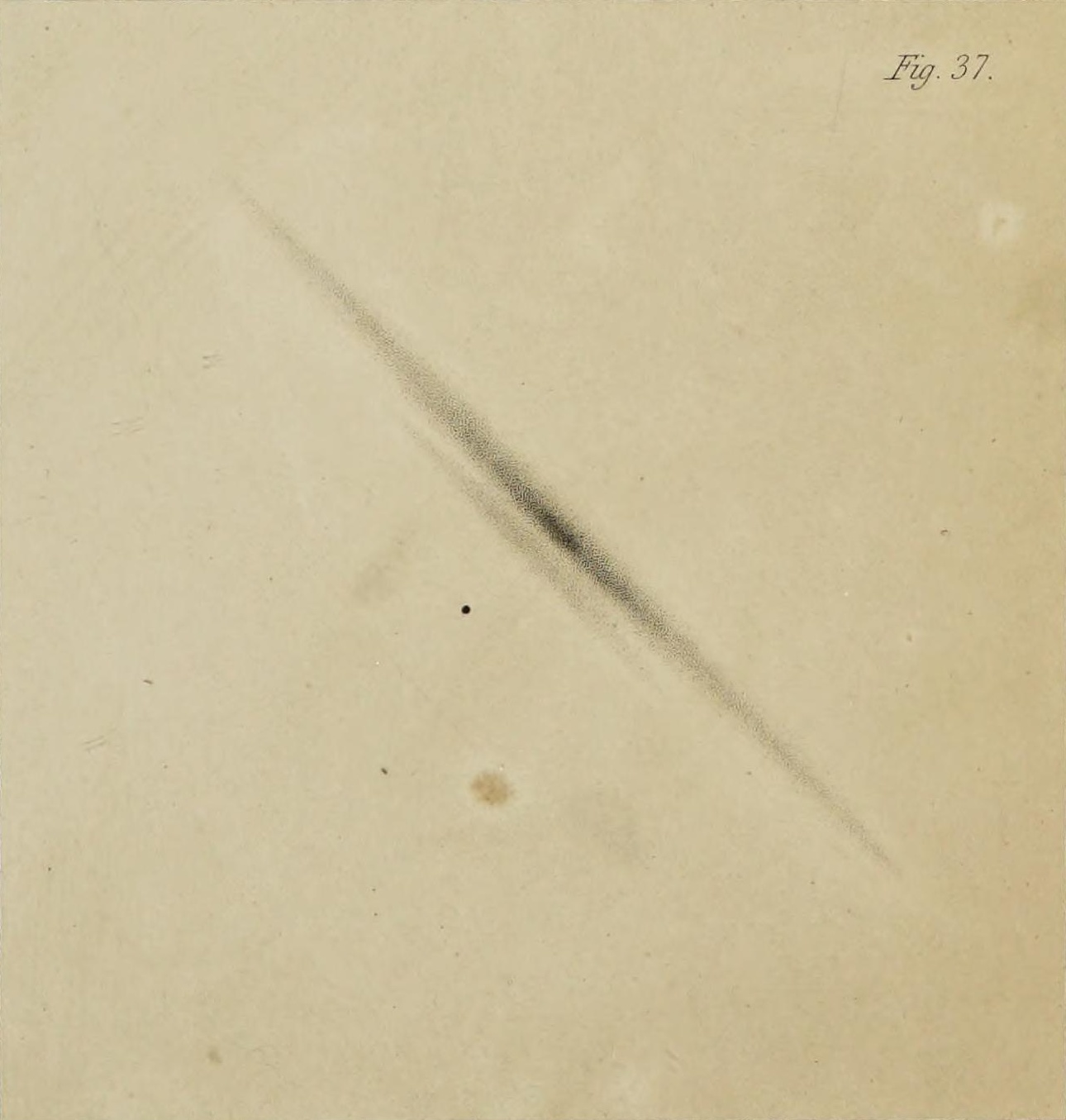
Zeichnung von John Herschel, 1833[10] (Invertiert und gespiegelt zu den Fotografien)
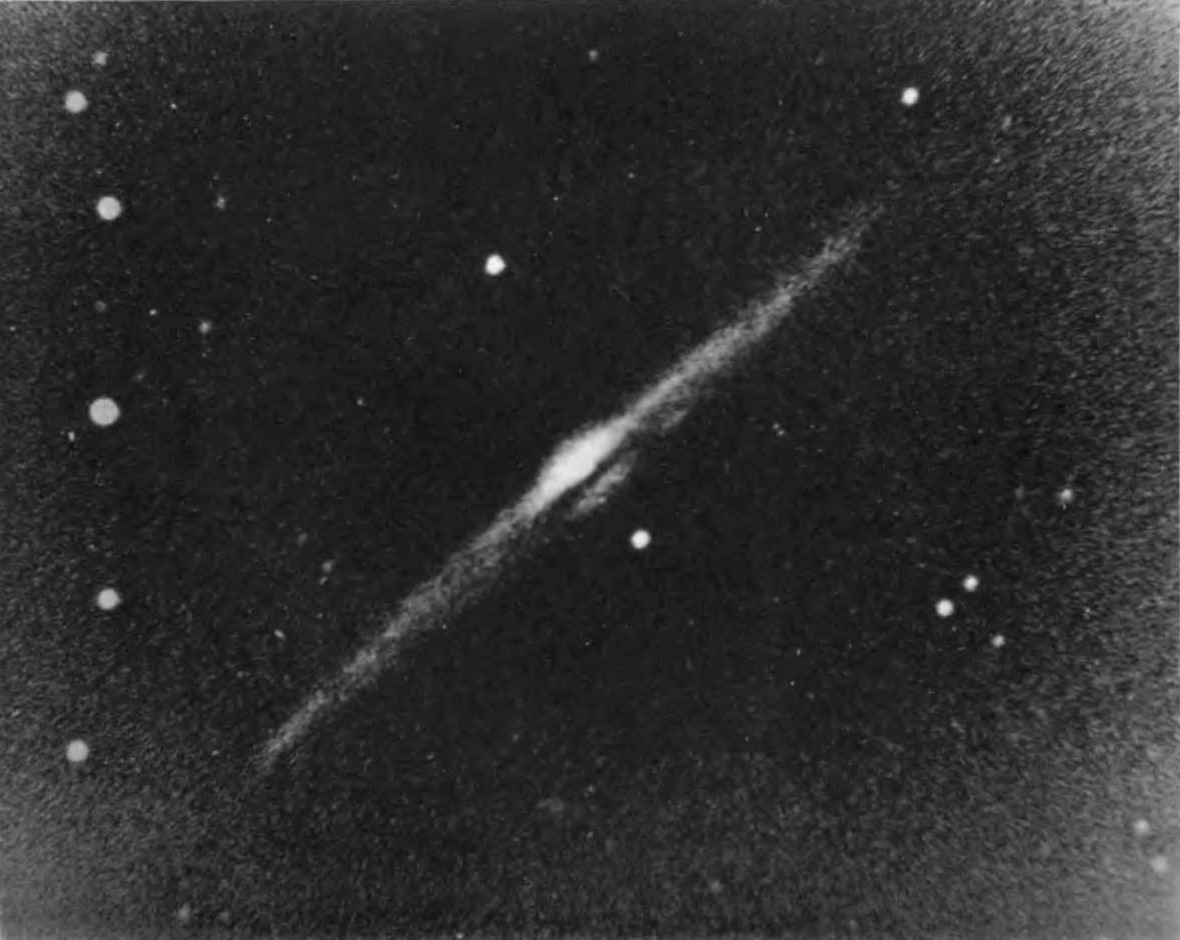
Aufnahme von Isaac Roberts, 1896
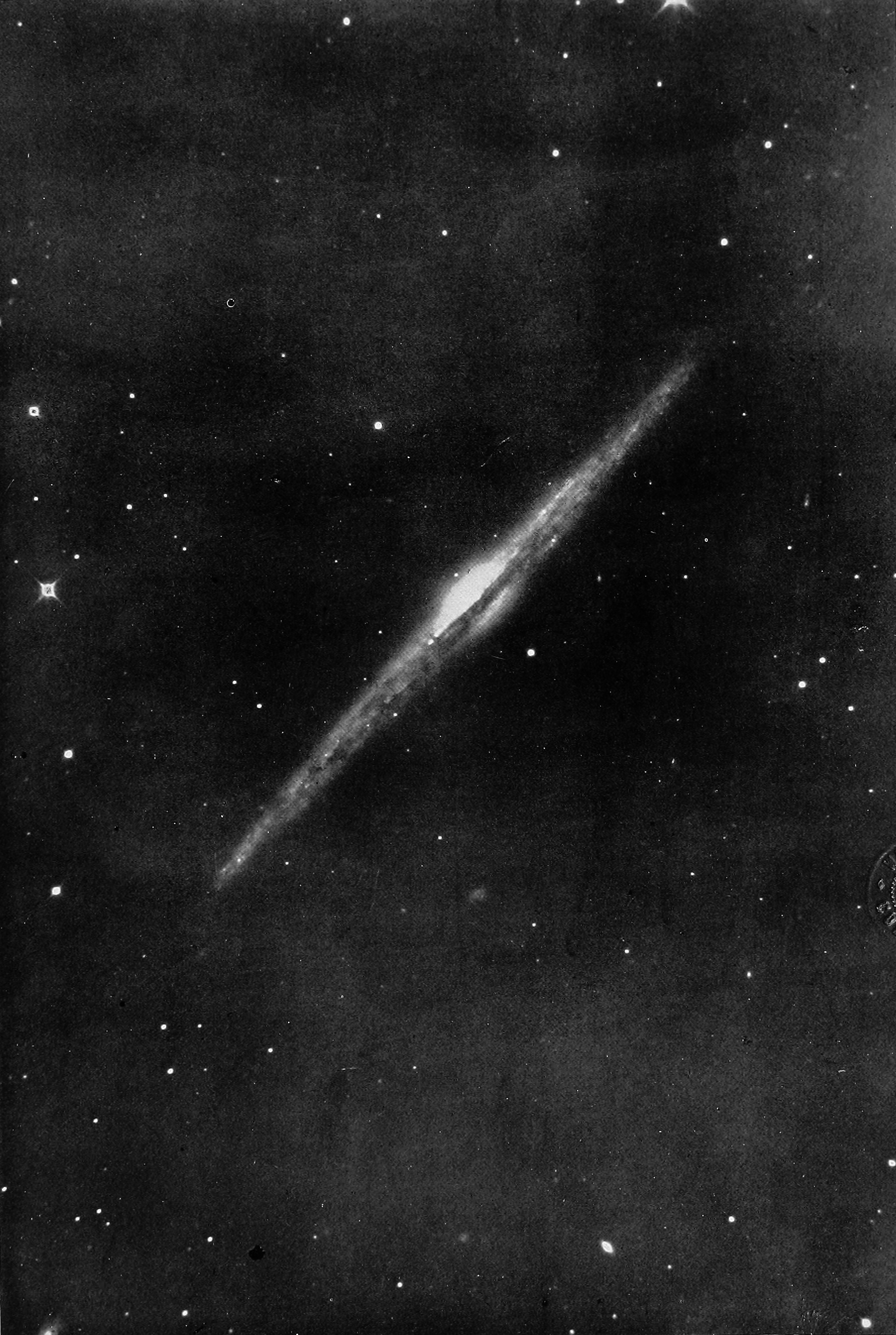
Aufnahme von George Willis Ritchey, Mount-Wilson-Observatorium, 60-Zoll-Teleskop, 1910

### Erforschung und Merkmale
Nachfolgend konnten mit Fortschritten in den Beobachtungstechniken eine Reihe weiterer Eigenschaften ermittelt werden, womit auch im 21. Jahrhundert die Erkenntnisse stetig präzisiert und erweitert wurden. Unter anderem stellte man fest, dass sie eine der Milchstraße ganz ähnliche Struktur aufweist.

#### Entfernung
Die Entfernung von NGC 4565 wurde mit verschiedenen Methoden bestimmt. Zusätzlich zur kosmologischen Rotverschiebung, die aufgrund der generellen Expansion des Weltalls entferntere Objekte rötlicher erscheinen lässt und so – und mit einer zwischenzeitlich berichtigten Gesetzmäßigkeit – auf 55 Millionen Lichtjahre Entfernung hindeutet, wurden anhand beobachteter Strukturen in der Galaxie, unter anderem mittels der Tully-Fisher-Beziehung, der Surface Brightness Fluctuation und der Methode „Tip of the Red Giant Branch“, Entfernungsbestimmungen durchgeführt. Jüngere Auswertungen ergaben Werte zwischen 40 und 60 Millionen Lichtjahren (12 bis 18,1 Millionen Parsec).

#### Gesamtmasse und Komponenten
Eine Gesamtmasse von mindestens 8e11 Sonnenmassen wurde anhand der Rotationskurve bestimmt, der Rotationsgeschwindigkeit der Galaxie in Abhängigkeit vom Abstand von ihrem Schwerpunkt. Die Rotationskurve konnte im Jahr 1977 mithilfe des damals weltgrößten Radioteleskops im Arecibo-Observatorium ermittelt werden. Ausgewertet wurden dabei die von der Rotationsgeschwindigkeit verursachten Doppler-Frequenzverschiebungen einer Strahlung des in der Galaxie vorhandenen Wasserstoffs. Ein im Anschluss erfolgter Vergleich mit einer Photometrie deutete auf eine nochmals etwas höhere Gesamtmasse hin, von der sich
- 7.8e11 Sonnenmassen in einem schwach leuchtenden, kugelförmigen Halo befinden, dessen Dichte mit der Entfernung vom Zentrum abnimmt und die bis zu 66 kpc nachweisbar ist,
- 1.4e11 Sonnenmassen in der Scheibe und
- 0.6e11 Sonnenmassen in dem inneren kugelförmigen die Scheibe verdickendem Bulge befinden,

wobei die Scheibe einen Sternenanteil von 0.8e11 Sonnenmassen und einen Radius von 47 kpc aufweist sowie einen Wasserstoffanteil von 0.6e11 Sonnenmassen, der sich bis zu 66 kpc erstreckt.
Bereits kurz darauf wurde überlegt, ob das schwach leuchtende Halo, wie es auch bei anderen Spiralgalaxien aus der Rotationskurve ermittelt wurde, aus postulierter dunkler Materie bestehen könnte. Anhand von Untersuchungen an NGC 4565 konnte dabei ausgeschlossen werden, dass diese aus Rote Zwergen, massenarmen lichtschwachen Sonnen, gebildet wird.
Untersuchungen des in der Galaxie vorhandenen Staubs anhand von Submillimeter-Strahlung gelangen erstmals im Jahr 2005 mit dem ballongetragenen Teleskop BLAST und ergaben in Kombination mit Daten des Infrared Astronomical Satellite eine Staubmasse von 3e8 Sonnenmassen, was nachfolgende Untersuchungen mit dem Herschel-Weltraumteleskop, in kürzeren Spektralbereichen mit der Sloan Digital Sky Survey und im Ultraviolett mithilfe des Satelliten Galaxy Evolution Explorer (GALEX) in etwa bestätigten.

#### Kugelsternhaufen
Die Anzahl der Kugelsternhaufen der Galaxie wurde anhand von Aufnahmen mit dem Hubble-Weltraumteleskop im Jahr 1999 abgeschätzt. Sie liegt mit 204 in einer ähnlichen Größenordnung wie die der Milchstraße.

#### Aktiver Galaxienkern
Ein aktiver Galaxienkern und somit ein zentrales supermassereiches Schwarzes Loch – mit einer Masse von möglicherweise 2.8e7 Sonnenmassen – wurde unter Verwendung der Röntgen-Weltraumteleskope ASCA, Chandra und XMM-Newton sowie dem Hubble-Weltraumteleskop Anfang der 2000er Jahre nachgewiesen. Beobachtet wurde die starke Strahlung der von dem Schwarzen Loch in dessen Umfeld angezogenen Materie, wodurch der so aktive Galaxienkern auf Aufnahmen charakteristisch punktförmig und sehr hell erscheint. Bei den Untersuchungen konnte auch der Typus des aktiven Galaxienkerns präzisiert werden: Es zeigten sich Unterschiede zu der zuvor erfolgten Einordnung als Seyfertgalaxie, da Merkmale einer low-ionization nuclear emission-line region (LINER) gefunden wurden.

#### Balkenstruktur im Zentrum

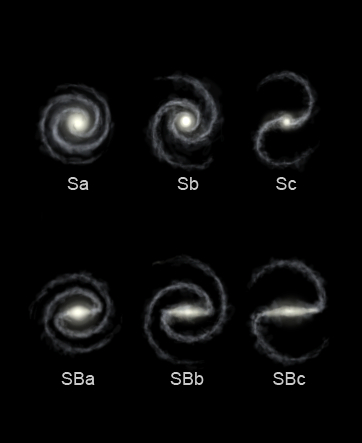
Hubbles Typisierung von Spiral- (oben) und Balkenspiralgalaxien (unten)

Anfang des 21. Jahrhunderts wurde Hubbles kursorische „Sb“-Einordnung weiter untersucht. Ob die Sterne tatsächlich eine reine Spirale bilden oder ob sie im Innenbereich zudem einen Balken formen, wie bei vielen anderen Galaxien mit einer Spiralstruktur beobachtet, lässt sich aufgrund der seitlichen Perspektive schwer ersehen. Aufschluss ergaben Beobachtungen der aus Sternen gebildeten gut erkennbaren rundlichen Verdickung im Zentrum der Galaxie, dem Bulge. Ein Indiz für eine Balkenstruktur zeigten dabei photometrische Untersuchungen des Bulges anhand eines exponentiellen Helligkeitsabfalls. Die Kombination von Infrarotaufnahmen des Spitzer-Weltraumteleskops mit denen des Hubble-Weltraumteleskops bestätigten im Jahr 2009 das Vorhandensein eines Balkens, der sich in Beobachtungsrichtung erstreckt und so einen Pseudo-Bulge bildet. Sie ähnelt in dieser Beziehung mit der nunmehr erfolgten Typisierung als Balkenspiralgalaxie „SBb-SBbc“ der Milchstraße.

#### Biegung der Scheibe
Die Ursache der bereits in den 1980er Jahren radioastronomisch festgestellten Biegung der Scheibe wurde im Jahr 2014 anhand von Aufnahmen des Randbereichs wiederum mithilfe des Hubble-Weltraumteleskops untersucht. Mit diesen Aufnahmen konnte das Alter der dort vorhandenen Sterne bestimmt werden, und es zeigte sich, dass nur die Verteilung jüngerer Sterne mit einem Alter von weniger als 600 Millionen Jahren der Biegung folgte, und zudem vor 300 Millionen Jahren eine erhöhte Sternentstehung stattgefunden hatte. Als Ursache wurde die Absorption einer anderen Galaxie von NGC 4565 oder eine gravitative Wechselwirkung mit einer zu dieser Zeit vorbeiziehenden Galaxie erwogen. Vorhergehende radioastronomische Untersuchungen des Halos anhand von neutralem atomaren Wasserstoff deuteten auf eine Interaktion mit der Galaxie IC 3571 hin.

#### Abbildungen
Zur Erforschung der Galaxie wurde sie in unterschiedlichen Spektralbereichen aufgenommen und abgebildet – auch mithilfe von im Weltraum befindlicher Teleskope, die ungestört von der Erdatmosphäre weitere Spektralbereiche beobachten können oder eine höhere Auflösung erzielen. Die nachfolgenden Abbildungen zeigen Beispiele.

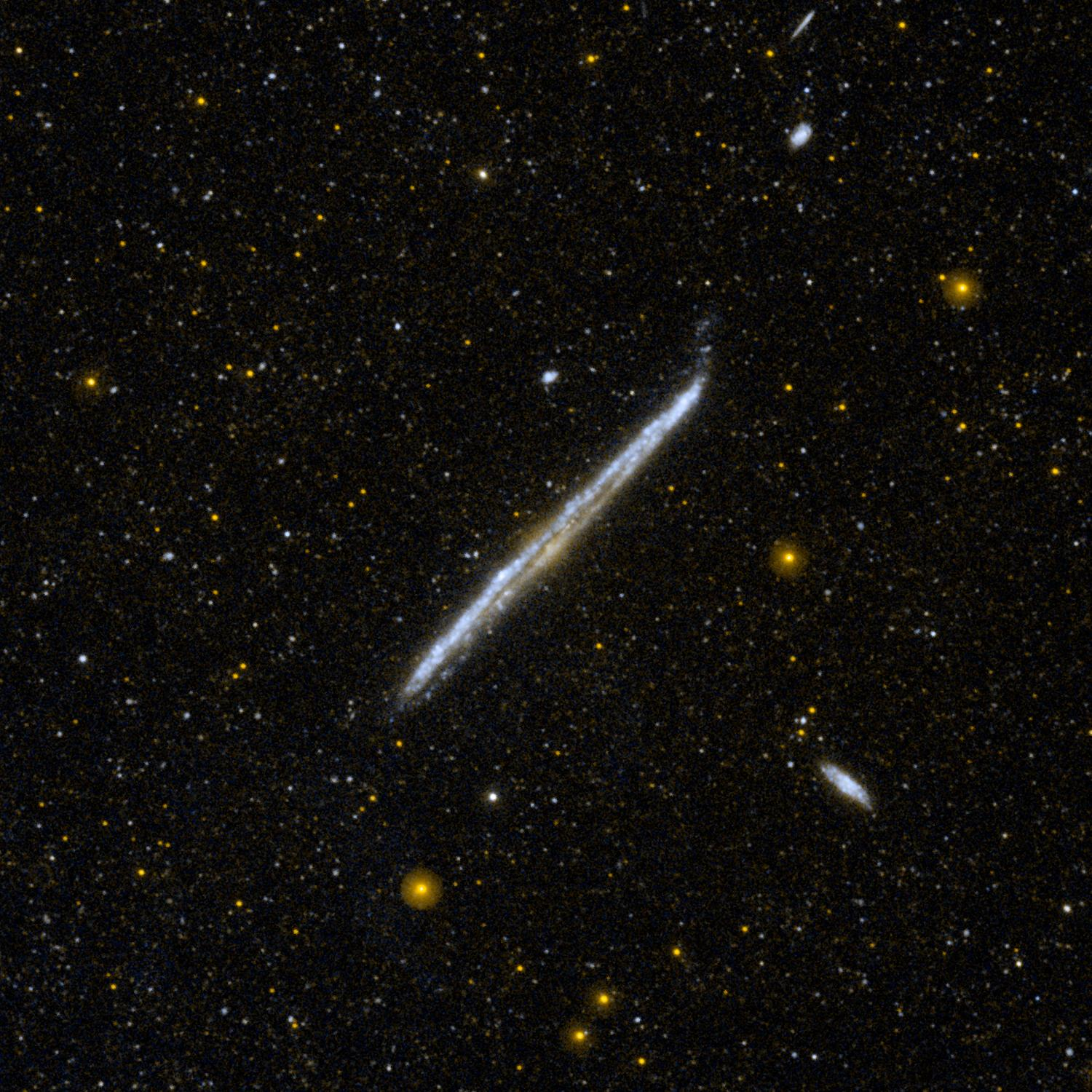
Ultraviolettemission, abgebildet mittels GALEX. Die gelblich hervortretenden älteren Sterne des Zentrums zeigen eine dort abgeklungene Sternentstehung.
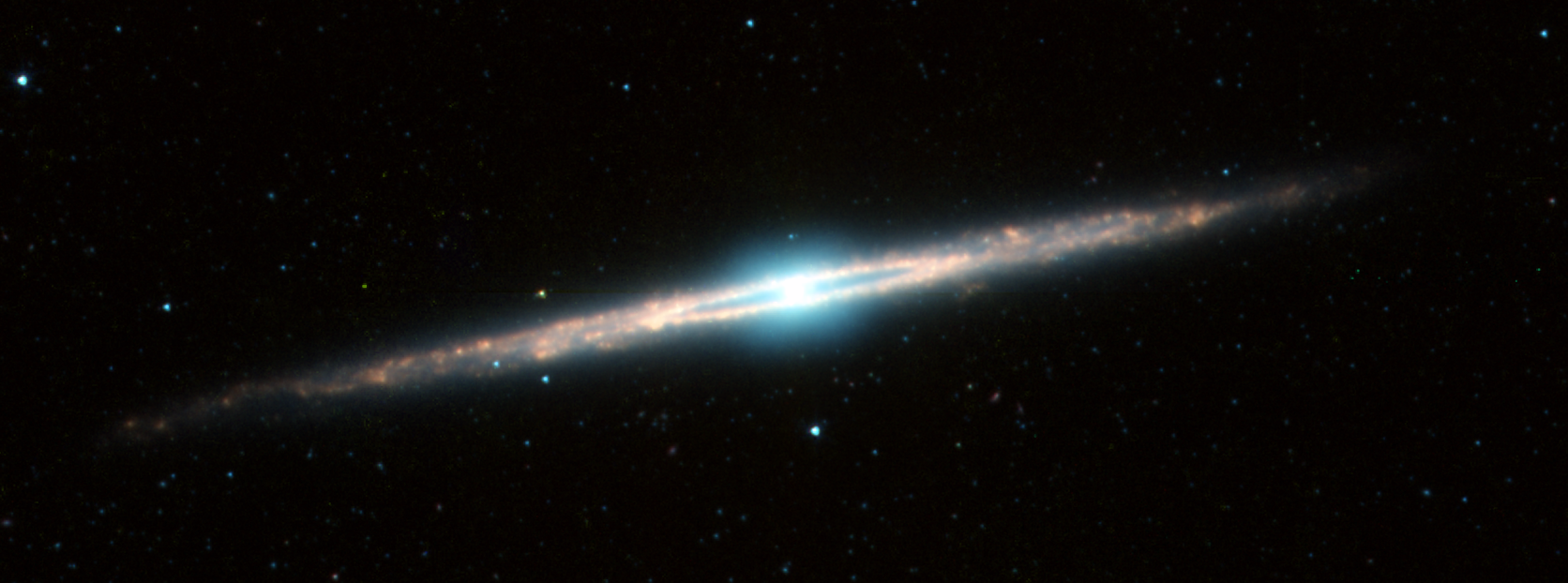
Infrarotaufnahme, Spitzer-Weltraumteleskop. Ein Ring aus Gas und Staub tritt bei 8 µm Wellenlänge (rot) hervor,[41] das Sternenlicht des Bulges bei 3,6 µm (blau).
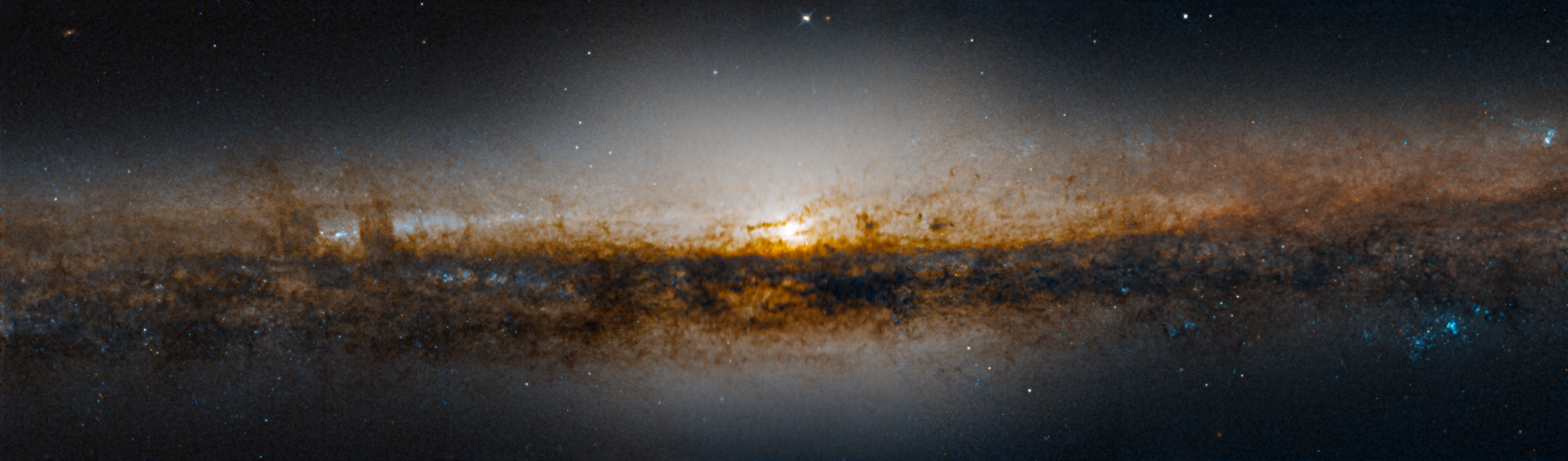
Detaillierte Aufnahme des Zentrums, Hubble-Weltraumteleskop
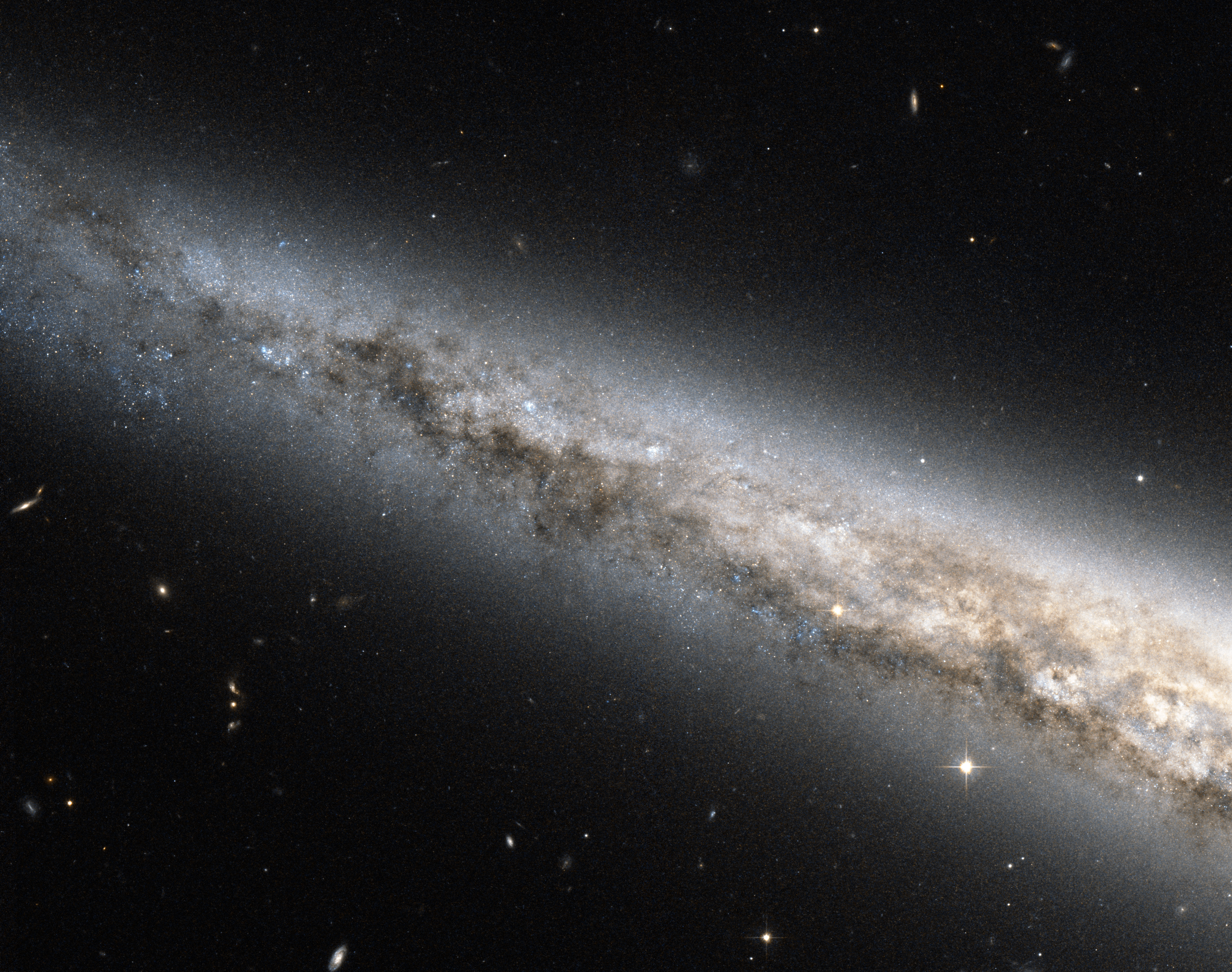
Detaillierte Aufnahme des Randbereichs, Hubble-Weltraumteleskop

## Gruppenzugehörigkeit
| Galaxie                 | Gruppe         | Gruppe  | Gruppe     |
| ----------------------- | -------------- | ------- | ---------- |
| UGCA 298 (= A1244)      | NGC 4565 Group |         |            |
| NGC 4565                | NGC 4565 Group | LGG 294 | PGC1 42038 |
| NGC 4494                | NGC 4565 Group | LGG 294 | PGC1 42038 |
| NGC 4562                | NGC 4565 Group | LGG 294 | PGC1 42038 |
| IC 3384                 |                |         | PGC1 42038 |
| IC 3571 (= PGC2793674)  |                |         | PGC1 42038 |
| PGC 1811760             |                |         | PGC1 42038 |
| SDSSJ124048.80+255638.0 |                |         | PGC1 42038 |
| SDSSJ123521.05+273343.6 |                |         | PGC1 42038 |
| SDSSJ123056.01+263040.2 |                |         | PGC1 42038 |

NGC 4565 ist Mitglied der Coma I Galaxy Cloud, einer Ansammlung von nach ersten Untersuchungen 29, nach neueren 206 Galaxien, die eine längliche Form mit einer Ausdehnung von 2,3 Mpc besitzt und die sich in Richtung Virgo-Galaxienhaufen bewegt. Abhängig von der Untersuchungsmethode kann in der Coma I Galaxy Cloud um NGC 4565 keine oder verschiedene kleine Gruppen von Galaxien gebildet werden. Beispiele sind namentlich die von Gérard-Henri de Vaucouleurs beschriebene NGC 4565 Group, die in der Lyons Groups of Galaxies verzeichnete LGG 294, die 11 Mitglieder umfassende Group NGC4565 und die nach der Eintragung von NGC 4565 im Principal Galaxies Catalogue bezeichnete PGC 42038 Group.

## Beobachtbarkeit
Visuell lässt sich NGC 4565 schon mit kleinen Teleskopen leicht erkennen. Beobachtet mit größeren Amateurteleskopen, abseits von dem Streulicht städtischer Nachtbeleuchtung, wird es als eines der schönsten Objekte des Nachthimmels angesehen.